# الاستئصال بالأمواج الميكروية
الاستئصال بالأمواج الميكروية هو شكل من أشكال الاستئصال الحراري المستخدم في الأشعة التداخلية لعلاج السرطان. يستخدم الاستئصال بالأمواج الميكروية الأمواج الكهرومغناطيسية في طيف الطاقة الخاص بالأمواج الميكروية (300 ميغاهرتز إلى 300 غيغاهرتز) لإنتاج التأثيرات المسخنة للأنسجة. ينتج عن تذبذب الجزيئات القطبية تسخين احتكاكي، يؤدي في النهاية إلى نخر نسيجي في الأورام الصلبة. يُستخدم بشكل عام لعلاج و/أو تخفيف أعراض الأورام الصلبة عند المرضى غير المرشحين للجراحة.

## الاستخدامات الطبية
في أورام الرئة المعزولة وغير المنتقلة، يبقى الاستئصال الجراحي المعيار المرجعي في العلاج. لكن يُستبعد العلاج الجراحي عند الكثير من المرضى بسبب ضعف وظيفة القلب والرئة أو التقدم في السن أو عبء المرض الكبير. لمساعدة هؤلاء المرضى، ظهرت خيارات علاجية طفيفة التوغل كالاستئصال بالأمواج الراديوية، والاستئصال بالأمواج الميكروية، والاستئصال بالتبريد.
يجب اعتبار استئصال الأورام الصدرية الخبيثة خيارًا علاجيًا ممكنًا عند مرضى سرطانات الرئة في المرحلة المبكرة، وفي الأورام الأولية أو الثانوية عند غير المرشحين للجراحة، وعند المرضى الذين يكون هدف المعالجة عندهم تخفيف الأعراض المرتبطة بالورم. يعتبر الاستئصال بالأمواج الميكروية خيارًا فعالًا خاصة في علاج أورام الرئة، إذ بخلاف الاستئصال بالأمواج الراديوية، لا يعتمد على معاوقة الأنسجة لتوليد الحرارة، وإنما يستخدم الأمواج الكهرومغناطيسية لتسخين المادة عن طريق تحريك جزيئات الماء في الأنسجة المحيطة وإنتاج الاحتكاك والحرارة.
يوجد تطبيق شائع آخر للاستئصال بالأمواج الميكروية وهو علاج أورام الكبد. سمحت تقنيات الاستئصال الحراري الموضعي عند المرضى غير الجراحيين بالسيطرة الموضعية على الأورام دون استئصال جراحي. وبشكل خاص، تزايد استخدام هذا العلاج عند مرضى سرطانة الخلية الكبدية، إذ يكون المرض عند الكثير من هؤلاء متقدمًا عند التشخيص ومترافقًا مع تدني وظائف الكبد.
من التطبيقات السريرية للاستئصال بالأمواج الميكروية أيضًا علاج الأورام الخبيثة الكلوية والكظرية والعظمية. تشمل أهداف هذه المعالجة في الأورام الصدرية الخبيثة: 1. استئصال الورم بالكامل وهامش طبيعي من النسيج البرانشيمي المحيط 2. تجنب إصابة البنى الحرجة 3. استئصال منطقة واسعة بسرعة.